# Amegilla cinctofemorata
Amegilla cinctofemorata là một loài Hymenoptera trong họ Apidae. Loài này được Sichel mô tả khoa học năm 1869.